# Drachmannlegatet
Drachmannlegatet er et dansk legat som uddeler midler på Holger Drachmanns (1846-1908) fødselsdag, 9. oktober. Legatet har eksisteret siden 1917 og stammer fra driften af museet Drachmanns Hus, Villa Pax i Skagen. Den første legatkomite bestod af Peter Nansen (formand), Otto Borchsenius, Viggo Lachmann, Johan Brodersen samt en repræsentant for undervisningsministeriet. Legatet, der uddeles uden ansøgning, gives til skønlitterær forfattere uden krav om legatets anvendelse. Det administreres af forfatteren Jesper Wung-Sung, forfatteren Jens Christian Grøndahl og repræsentanter fra Skagens Kunstmuseer.

## Liste over modtagere
| Årstal | Modtagere                               |
| ------ | --------------------------------------- |
| 2024   | Kirsten Thorup                          |
| 2023   | Josefine Klougart                       |
| 2022   | Jesper Wung-Sung                        |
| 2021   | Kristian Ditlev Jensen                  |
| 2020   | Morten Søndergaard                      |
| 2019   | Kim Leine                               |
| 2018   | Susanne Jorn                            |
| 2017   | Ib Michael                              |
| 2016   | Kristina Stoltz                         |
| 2015   | Pia Juul                                |
| 2014   | Sten Kaalø                              |
| 2013   | Klaus Rifbjerg                          |
| 2012   | Marianne Larsen                         |
| 2011   | Ingen uddeling                          |
| 2010   | Dorrit Willumsen                        |
| 2009   | Thomas Boberg                           |
| 2008   | Vibeke Grønfeldt                        |
| 2007   | Jeppe Brixvold                          |
| 2006   | Ida Jessen                              |
| 2005   | Jens Smærup Sørensen                    |
| 2004   | Hanne Marie Svendsen                    |
| 2003   | Katrine Marie Guldager                  |
| 2002   | Jens Christian Grøndahl                 |
| 2001   | Merete Torp                             |
| 2000   | Claus Beck-Nielsen                      |
| 1999   | Ulrich Horst Petersen                   |
| 1998   | Knud Sørensen                           |
| 1997   | Johannes Møllehave                      |
| 1996   | Inger Christensen                       |
| 1995   | Jørgen Leth                             |
| 1994   | Ingen uddeling                          |
| 1993   | F.P. Jac                                |
| 1992   | Erik Stinus                             |
| 1991   | Rolf Gjedsted                           |
| 1990   | Peter Laugesen                          |
| 1989   | Preben Major Sørensen                   |
| 1988   | Ove Abildgaard                          |
| 1987   | Søren Ulrik Thomsen                     |
| 1986   | Pia Tafdrup                             |
| 1985   | Ingen uddeling                          |
| 1984   | Ingen uddeling                          |
| 1983   | Henning Fleischer og Lean Nielsen       |
| 1982   | Ingen uddeling                          |
| 1981   | Ingen uddeling                          |
| 1980   | Asger Schnack                           |
| 1979   | Peter Poulsen                           |
| 1978   | Maria Giacobbe og Uffe Harder           |
| 1977   | Ingen uddeling                          |
| 1976   | Kristen Bjørnkjær                       |
| 1975   | Ingen uddeling                          |
| 1974   | Henrik Nordbrandt                       |
| 1973   | Cecil Bødker                            |
| 1972   | Ingen uddeling                          |
| 1971   | Ingen uddeling                          |
| 1970   | Jørgen Gustava Brandt                   |
| 1969   | Ivan Malinowski                         |
| 1968   | Villy Sørensen                          |
| 1967   | Orla Bundgård Povlsen                   |
| 1966   | Jørgen Sonne                            |
| 1965   | Aage Dons                               |
| 1964   | Thorkild Bjørnvig                       |
| 1963   | Erik Knudsen                            |
| 1962   | Frank Jæger                             |
| 1961   | Per Lange                               |
| 1960   | Erling Kristensen og Halfdan Rasmussen  |
| 1959   | Johannes Ursin og Knuth Becker          |
| 1958   | Otto Gelsted                            |
| 1957   | Aase Hansen                             |
| 1956   | Gerd la Cour                            |
| 1955   | H.C. Branner                            |
| 1954   | Hans Scherfig                           |
| 1953   | Agnes Henningsen og Eva Drachmann       |
| 1952   | Johannes Wulff og William Heinesen      |
| 1951   | Kjeld Abell                             |
| 1950   | Knud Sønderby                           |
| 1949   | Børge Madsen                            |
| 1948   | Ole Sarvig                              |
| 1947   | Karin Michaëlis                         |
| 1946   | Martin A. Hansen og Sigfred Pedersen    |
| 1945   | Tove Ditlevsen                          |
| 1944   | Jens August Schade                      |
| 1943   | Alex Garff                              |
| 1942   | Ingen uddeling                          |
| 1941   | Aage Berntsen og Paul la Cour           |
| 1940   | Carl Erik Soya og Marcus Lauesen        |
| 1939   | Alba Schwartz og Hans Kirk              |
| 1938   | Hulda Lütken                            |
| 1937   | Valdemar Rørdam                         |
| 1936   | Emil Bønnelycke og Hans Ahlmann         |
| 1935   | Hakon Holm                              |
| 1934   | Tom Kristensen                          |
| 1933   | Johannes Jørgensen                      |
| 1932   | Axel Juel og Per Lange                  |
| 1931   | Laurids Bruun                           |
| 1930   | Thit Jensen                             |
| 1929   | L.C. Nielsen                            |
| 1928   | Jeppe Aakjær                            |
| 1927   | Christian Rimestad og Knud Hjortø       |
| 1926   | Emmy Drachmann                          |
| 1925   | Einar Rousthøj og Hans Hartvig Seedorff |
| 1924   | Sven Lange                              |
| 1923   | Carl Gandrup                            |
| 1922   | Otto Rung                               |
| 1921   | Harry Søiberg                           |
| 1920   | Ludvig Holstein                         |
| 1919   | Harald Bergstedt og Kai Hoffmann        |
| 1918   | Helge Rode og Johannes V. Jensen        |
| 1917   | Johannes Buchholtz                      |